# Down Tor

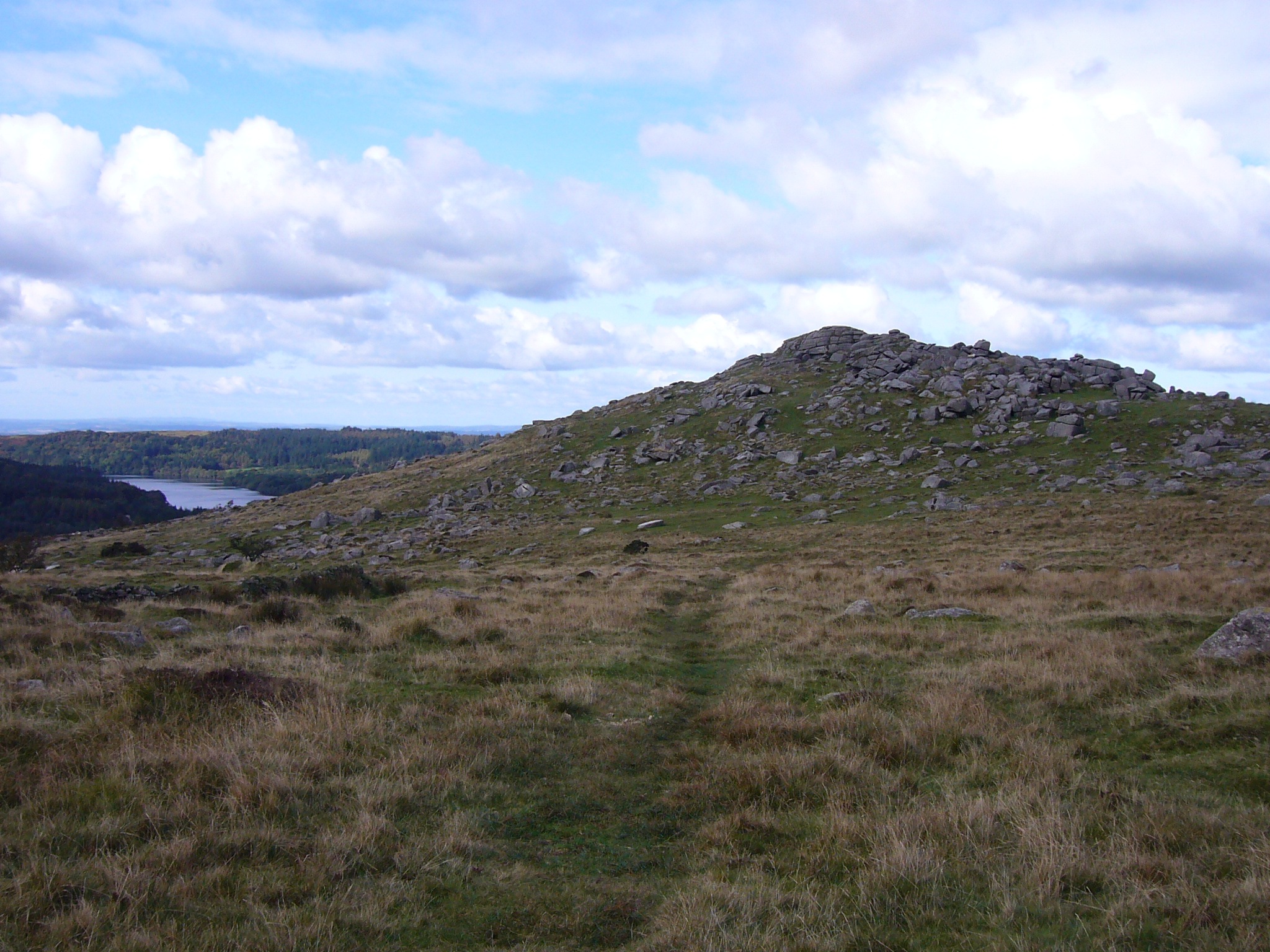
Down Tor

Der Down Tor ist ein flacher Wiesenhügel mit abgewitterten Granitbildungen (Tor) der Hügellandschaft Dartmoors in Devon in England. Der Hügel weist mit den Felsformationen eine Höhe von fünf Metern auf.
Am Tor befinden sich vorgeschichtliche Denkmäler. Diese Megalithanlagen unterhalb des Tors beim Burrator Stausee bestehen aus einem nahezu zerstörten Cairn, der inmitten eines Steinkreises liegt, sowie einer etwa 349 Meter langen konkaven Steinreihe, die vom Steinkreis auf den Hügel führt. 